# 斯米丁
51°17′40″N 24°25′58″E / 51.29444°N 24.43278°E
斯米丁（烏克蘭語：Смі́дин），是位於烏克蘭西北部的村莊，由沃倫州科韋利區的斯米丁市鎮負責管轄，處於基濟夫卡河畔，始建於1508年，面積6.428平方公里，海拔高度179米，2001年人口2,265。